# Förstakammarvalet i Sverige 1901
Förstakammarvalet i Sverige 1901 var ett val i Sverige. Valet utfördes av landstingen och i de städer som inte hade något landsting utfördes valet av stadsfullmäktige. 1901 fanns det totalt 875 valmän, varav 859 deltog i valet.
I halva Östergötlands läns valkrets ägde valet rum den 2 april. I andra halvan av Östergötlands läns valkrets, Jönköpings läns valkrets, Kronobergs läns valkrets, Skaraborgs läns valkrets och Värmlands läns valkrets ägde valet rum den 17 september. I Hallands läns valkrets och Norrbottens läns valkrets ägde valet rum den 18 september. I Kalmar läns norra valkrets ägde valet rum den 24 september. I Kalmar läns södra valkrets ägde valet rum den 25 september. I Stockholms stads valkrets ägde valet rum den 27 september. I Kopparbergs läns valkrets ägde valet rum den 30 september. I Kristianstads läns valkrets, Malmöhus läns valkrets och Västmanlands läns valkrets ägde valet rum den 1 oktober och i Blekinge läns valkrets ägde valet rum den 2 oktober.

## Valresultat
| Parti  | Parti                     | Röster | Valda | Mandatfördelning | Mandatfördelning | Mandatfördelning |
| Parti  | Parti                     | Röster | Valda | FK 1901          | FK 1902          | +/-              |
| ------ | ------------------------- | ------ | ----- | ---------------- | ---------------- | ---------------- |
|        | Protektionistiska partiet | 555    | 14    | 98               | 99               | +1               |
|        | Minoritetspartiet         | 128    | 3     | 31               | 33               | +2               |
|        | Partilösa                 | 54     | 2     | 21               | 18               | -3               |
|        | Övriga                    | 265    | 0     | 0                | 0                | +-0              |
| Totalt | Totalt                    | 1 002  | 19    | 150              | 150              | +-0              |

Det protektionistiska partiet behöll alltså egen majoritet.

## Invalda riksdagsmän
Stockholms stads valkrets:
- Gustaf Tamm, min

Östergötlands läns valkrets:
- Gustaf Andersson i Kolstad, prot
- Carl Rydberg, prot

Jönköpings läns valkrets:
- Carl von Mentzer, prot

Kronobergs läns valkrets:
- Charles von Oelreich, min
- Axel Hummel

Kalmar läns norra valkrets:
- Theodor Odelberg, prot

Kalmar läns södra valkrets:
- Christopher Rappe, prot

Blekinge läns valkrets:
- Hans Hansson Wachtmeister, prot

Kristianstads läns valkrets:
- John Jeppsson

Malmöhus läns valkrets:
- Per Bondesson, prot

Hallands läns valkrets:
- Anders Apelstam, min

Skaraborgs läns valkrets:
- Johan Boström, prot

Värmlands läns valkrets:
- Teofron Säve, prot
- Albert Bergström, prot
- Richard Åkerman, prot

Västmanlands läns valkrets:
- Erik Lewenhaupt, prot

Kopparbergs läns valkrets:
- Gustaf Ros, prot

Norrbottens läns valkrets:
- Lars Berg, prot

## Fotnoter
1. ↑  Siffrorna avser de sammanlagda röstetalen för de riksdagsledamöter som tillhörde respektive parti och valdes under detta år. Rösterna på kandidater som tillhörde partierna men inte vann ett riksdagsmandat har alltså sorterats in under "övriga". Röstetalen på valkretsnivå är hämtade från SCB och riksdagsledamöternas partitillhörigheter är baserade på uppgifter från bokserien Tvåkammarriksdagen 1867–1970.